# Château de Bercy
Pour les articles homonymes, voir Bercy.
Le château de Bercy est un ancien château construit au XVIIe siècle et terminé au début du XVIIIe siècle situé à Bercy (dans la partie intégrée à la commune de Charenton-le-Pont en 1860) et qui fut détruit en 1861. Seuls subsistent aujourd'hui les deux pavillons destinés aux communs.

## Emplacement

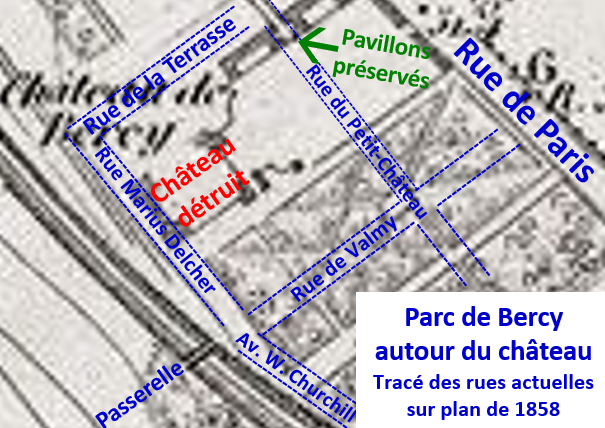
Château de Bercy et ses environs sur carte de 1858 et tracé des rues actuelles.

Le château était situé, dans ce qui est au XXIe siècle l'emprise des voies de la gare de Lyon à Charenton, à environ 90 m au sud-ouest du no 16 de la rue Marius-Delcher (à environ 190 m au sud-sud-ouest des pavillons préservés de ses communs),,.
Il était entouré d'un parc immense qui s'étendait, à Paris sur une partie du quartier de Bercy entre la Seine et la rue de Charenton approximativement au sud-est de l'emplacement de l'actuel immeuble Lumière et jusqu'à la rue Nicolaï, sur le territoire de la commune de Bercy de 1790 à 1860 et, dans sa partie est, sur le territoire de la commune de Charenton avant 1860, au nord de la rue de Conflans.
La propriété était limitée par la terrasse en bordure de l'actuel immeuble Lumière et de la gare de La Rapée, un tronçon de l'ancienne rue de la Grange-aux-Merciers disparu dans le domaine ferroviaire, le court tronçon subsistant au sud de cette rue (sous le nom de rue Nicolaï) jusqu'à la rue de la Grande-Pinte (actuelle rue de Charenton à Paris), cette rue approximativement jusqu'au boulevard Poniatowski, ce boulevard entre la porte de Charenton et la porte de Reuilly, une ligne dans le bois de Vincennes dans le prolongement de l'actuelle rue Claude-Decaen jusqu'à l'extrémité nord de l'avenue Jean-Jaurès à Charenton, l'emplacement actuel de l'avenue de Gravelle et de la rue de la République, la rue de Conflans, l'avenue de la Liberté, la rue de l'Arcade, la rue Necker, la rue du Port-aux-Lions et les bords de Seine de cette rue au croisement de l'actuelle avenue des Terroirs-de-France.
Le parc était bordé, au nord par la propriété des frères Pâris, le Pâté Pâris, au sud par le château de Conflans, résidence de campagne des archevêques de Paris , au sud-ouest par une terrasse qui surplombait le chemin au bord de la Seine (actuel quai de Bercy).

## Histoire

### Avant le château
D’après un document de 1383, l’étendue des terres de la seigneurie de Bercy qui dépendait de la seigneurie de Yerres  correspondait approximativement à celle du parc de Bercy du XVIIe siècle à 1861 soit le périmètre entre le chemin de la Grange aux merciers (emplacement  de l’actuelle cour Saint-Émilion), la rue de Charenton et son prolongement rue de Paris à Charenton, le quartier de Carrières à Charenton (approximativement avenue de la Liberté) et la Seine. La seignerie  comportait un manoir fortifié clos de murs nommé hôtel de Bercy et des annexes (granges). Ce domaine entre dans la famille Malon en 1521 par le mariage de Jacques de Malon avec Anne Robert fille du propriétaire. Jacques de  Malon était  petit-fils de Guillaume de Malon anobli par Louis XI en 1468 et passe à la branche cadette de cette famille en 1598.

### La construction
Charles-Henri de Malon de Bercy, président au Grand Conseil fait démolir l’ancien manoir  avec sa tour et entreprend la construction d’un nouveau château, plus proche du chemin de Paris à Charenton à partir de 1658, par l'architecte François Le Vau, frère de Louis Le Vau, l'architecte de Vaux le Vicomte et Versailles. À la mort de Charles-Henri en 1676, seuls le logis central et l'aile orientale du château de Bercy étaient achevés. Les travaux de construction durèrent pendant tout le règne de Louis XIV.
Ils furent poursuivis par le fils de Charles Henri Malon, Anne Louis Jules Malon de Bercy, maître des requêtes, intendant d'Auvergne, puis de Bourbonnais et de Lyon, premier directeur de la Compagnie française des Indes orientales, mort en 1706, qui fit bâtir l'aile occidentale, dessiner le parc, au sud, et aménager une vaste avant cour, au nord, sur le côté regardant le château de Vincennes.

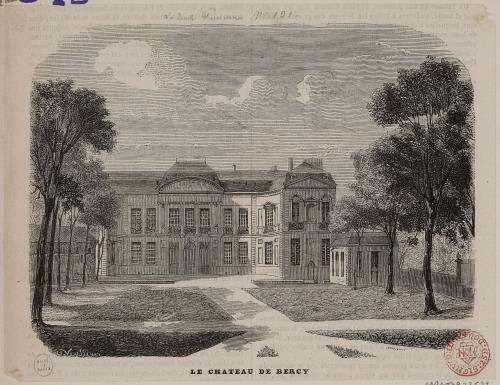
Château de Bercy vu côté Seine.

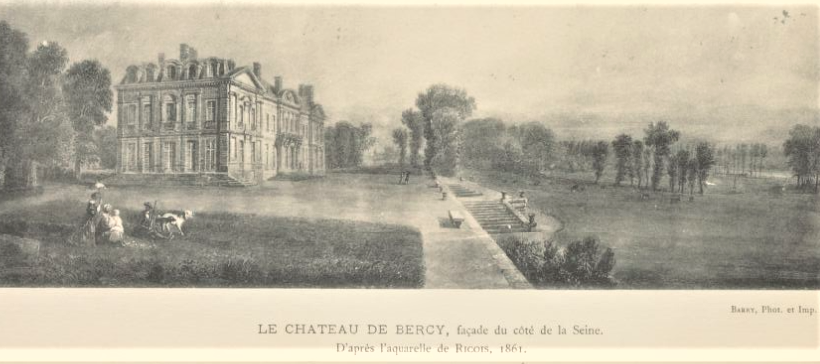
Château et parc côté Seine.

En 1690, Anne Louis Jules Malon obtient l'autorisation de  dévier la route de Paris à Charenton, qui était sur le tracé de l'actuelle rue de Conflans à Charenton, de 60 toises (environ 120 mètres) plus au nord pour isoler le château. La nouvelle route construite à ses frais correspond à l'actuelle rue de Paris à Charenton.
Son fils, Charles Henri Malon de Bercy, intendant des finances, puis conseiller d'État, mort en 1742, fit achever les travaux, en particulier les aménagements intérieurs, donnant au château son aspect définitif.
L'architecture du château évolua entre le début des travaux de construction et leur achèvement, une cinquantaine d'années plus tard. Les plans initiaux, en particulier, prévoyaient de vastes espaces intérieurs de représentation, dont l'ampleur fut réduite dans les dernières années du règne de Louis XIV. C'est alors que furent aménagés les décors intérieurs qui faisaient la réputation de l'édifice.
Le site du château s'étendait au bord de la Seine, entre Paris et Conflans. D'après Dezallier d'Argenville, l'aménagement du parc était dû à André Le Nôtre .
À la mort de François Le Vau en 1676, le château n'était pas terminé ; c'est l'architecte Jacques de La Guépière qui se chargea de l'achever et de l'agrandir entre 1702 et 1715.
Il construisit notamment les communs et les écuries, qui ont été en partie conservés : les pavillons d'entrée des communs nos 109 et 114 de l'actuelle rue du Petit-Château à Charenton-Le-Pont ; la rue suivant le tracé de l'ancienne allée transversale de l'avant-cour du château.

### Les jardins

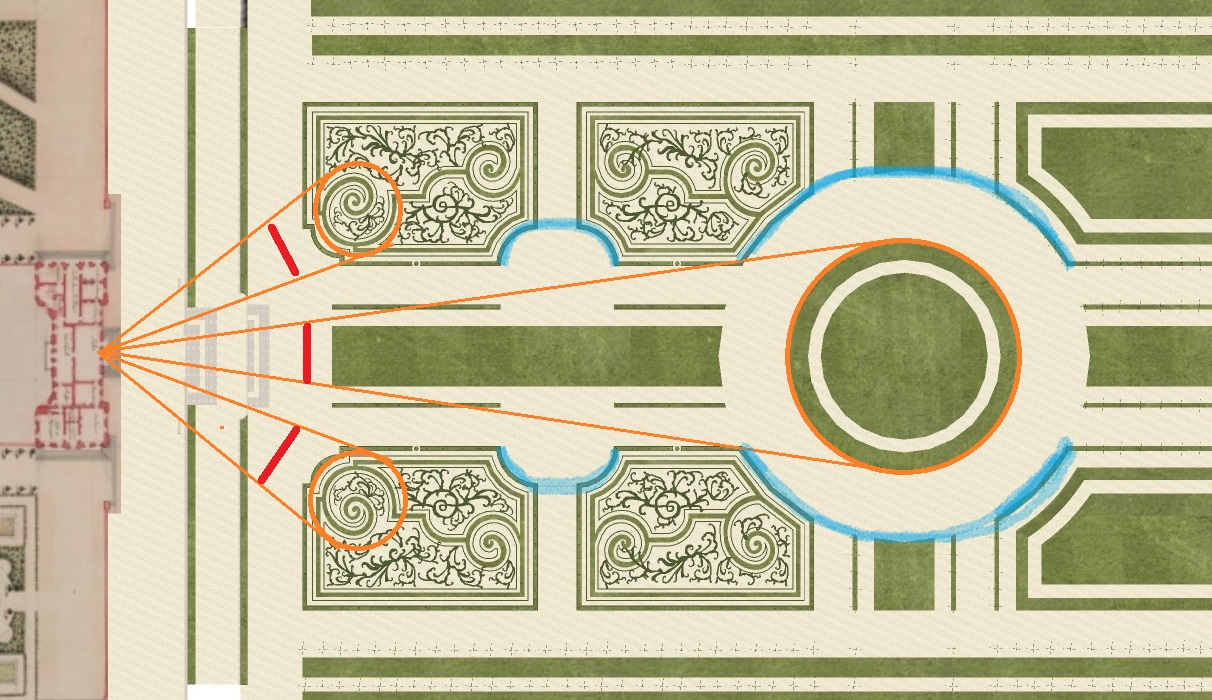
Schéma de mise en évidence des proportions du parterre de Bercy.

Les jardins de Bercy n'avaient guère d'eaux. Le château, placé sur un promontoire, permettait de dominer la vue.

#### Le grand parterre
En contrebas, un immense et superbe parterre, orné en son centre d'un tapis vert, s'organisait de chaque côté par quatre compartiments de broderies, parmi les plus luxueuses de France à la fin du XVIIe siècle. La simplicité de la pelouse centrale contrastait volontairement avec la richesse des broderies, dit les "tapis de Turquie".
Le bassin central traditionnel dans les jardins français, ici inexistant, était remplacé par une pelouse circulaire, encaissée en son centre, de type boulingrin.

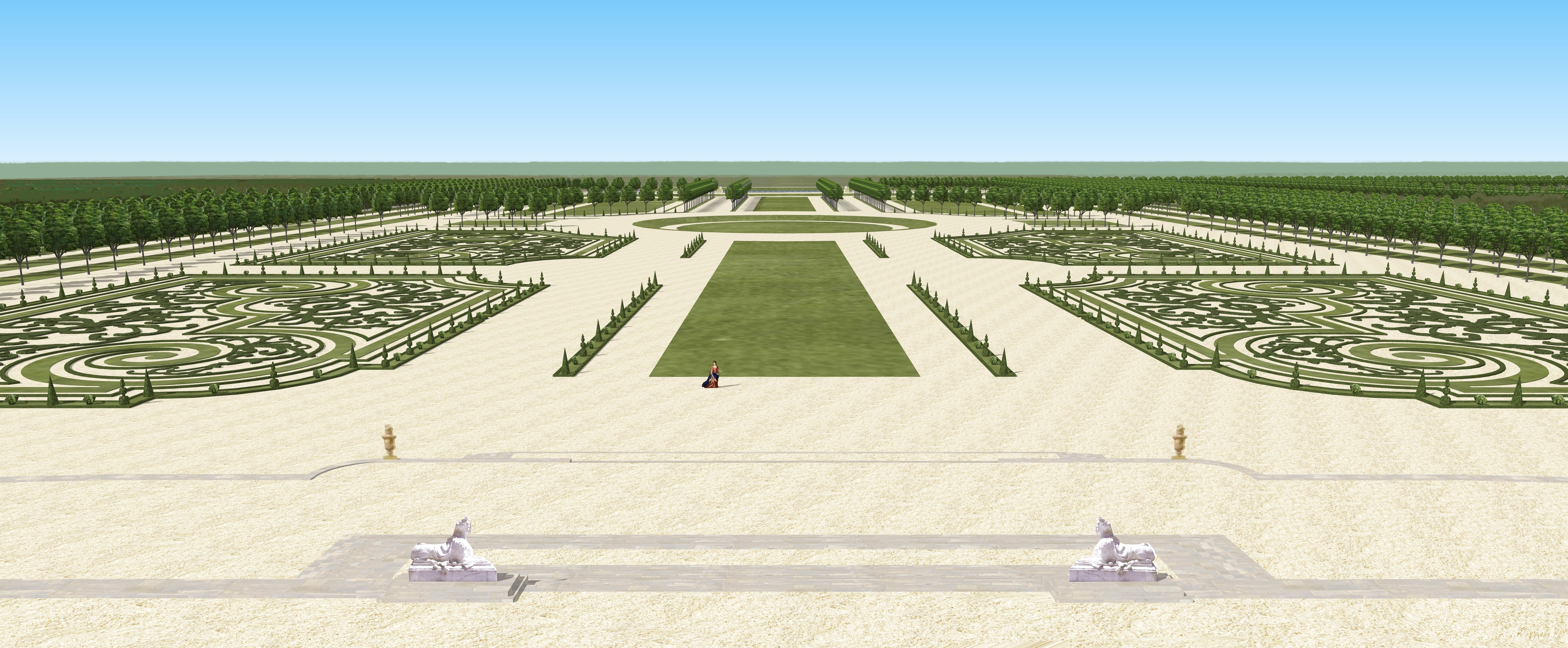
Restitution du point de vue sur le parterre du château de Bercy, vers 1710.

Le parterre de broderies fut simplifié au XVIIIe siècle, suivant en cela la grande campagne de simplification des jardins qui eut lieu entre 1700 et 1740, par souci d'économie d'entretien.

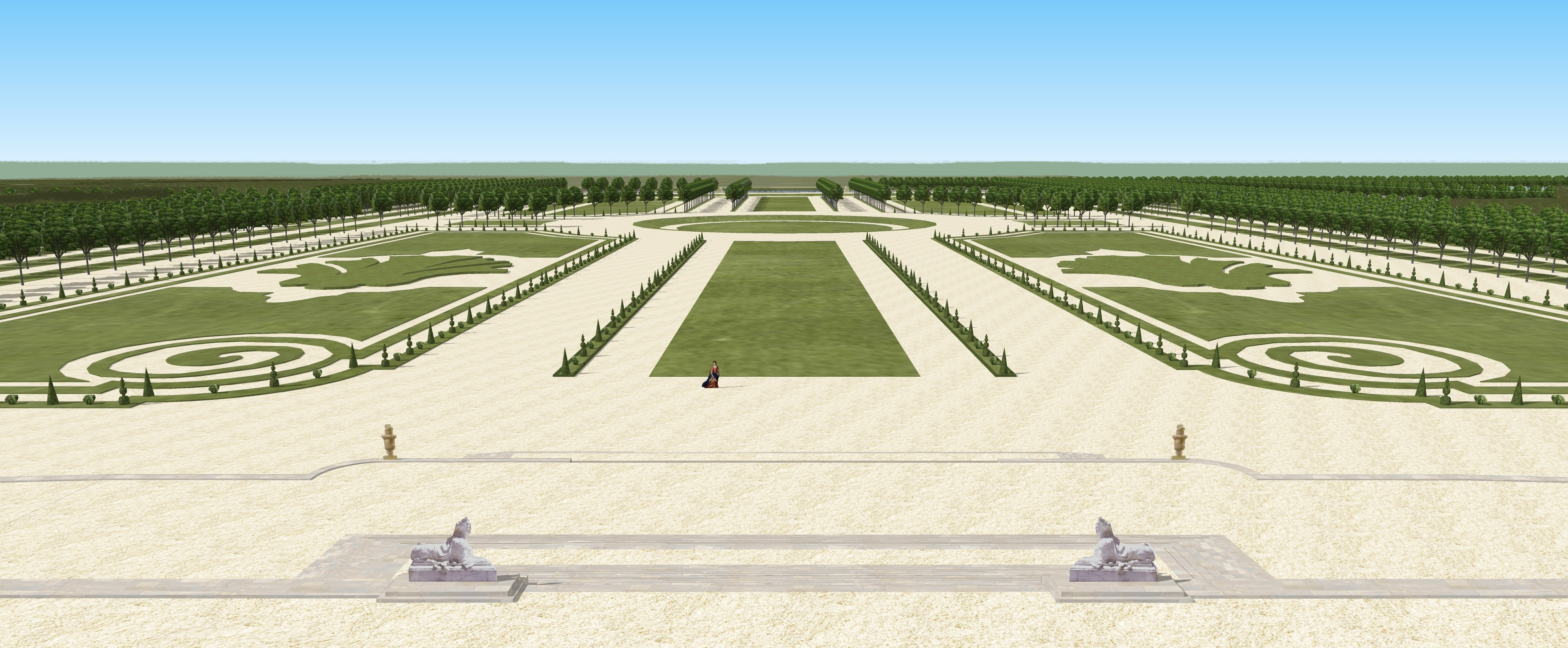
Restitution de la vue sur le parterre simplifié de Bercy, vers 1740.

#### La terrasse sur la Seine
Au bout de la perspective, une terrasse dominait la Seine, que l'on découvrait à la fin du parcours.
En effet, depuis le château, le fleuve était soigneusement caché par les frondaisons.

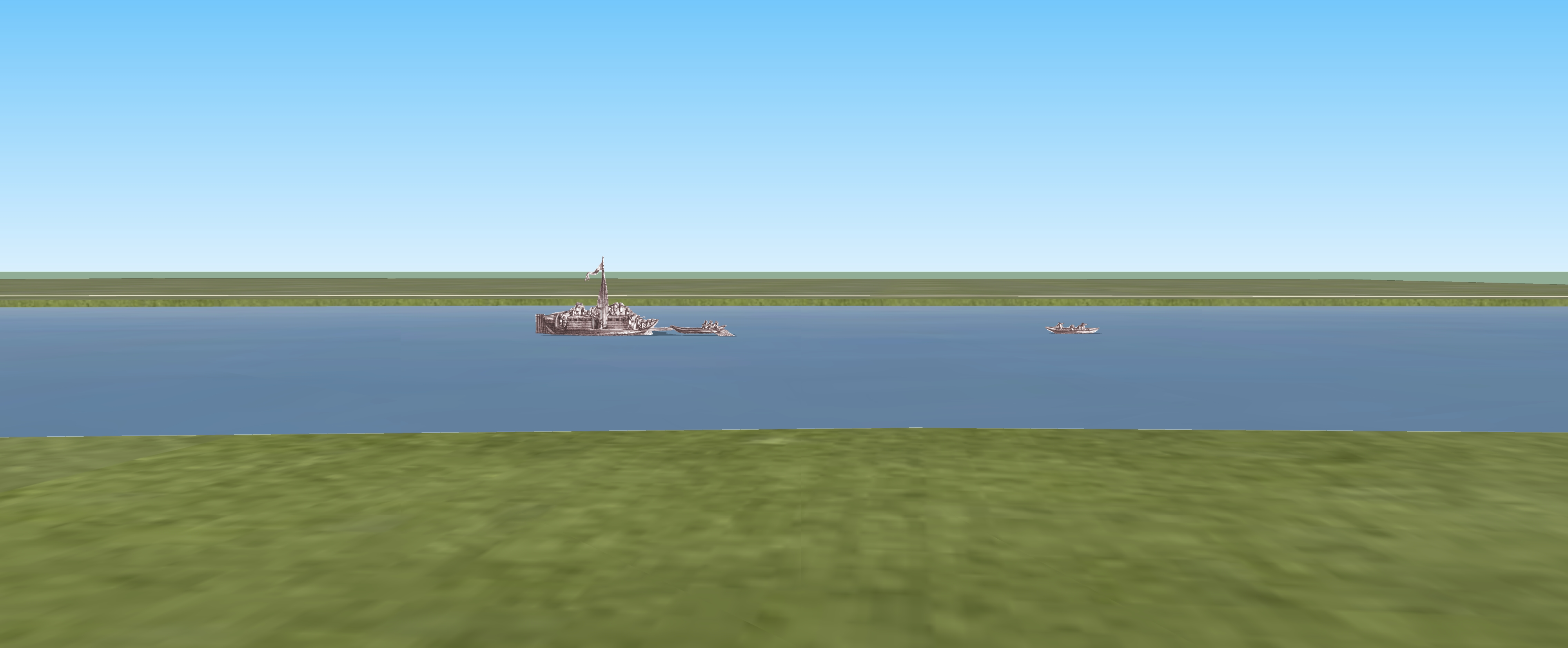
Vue sur la Seine depuis la terrasse du bout du jardin de Bercy.
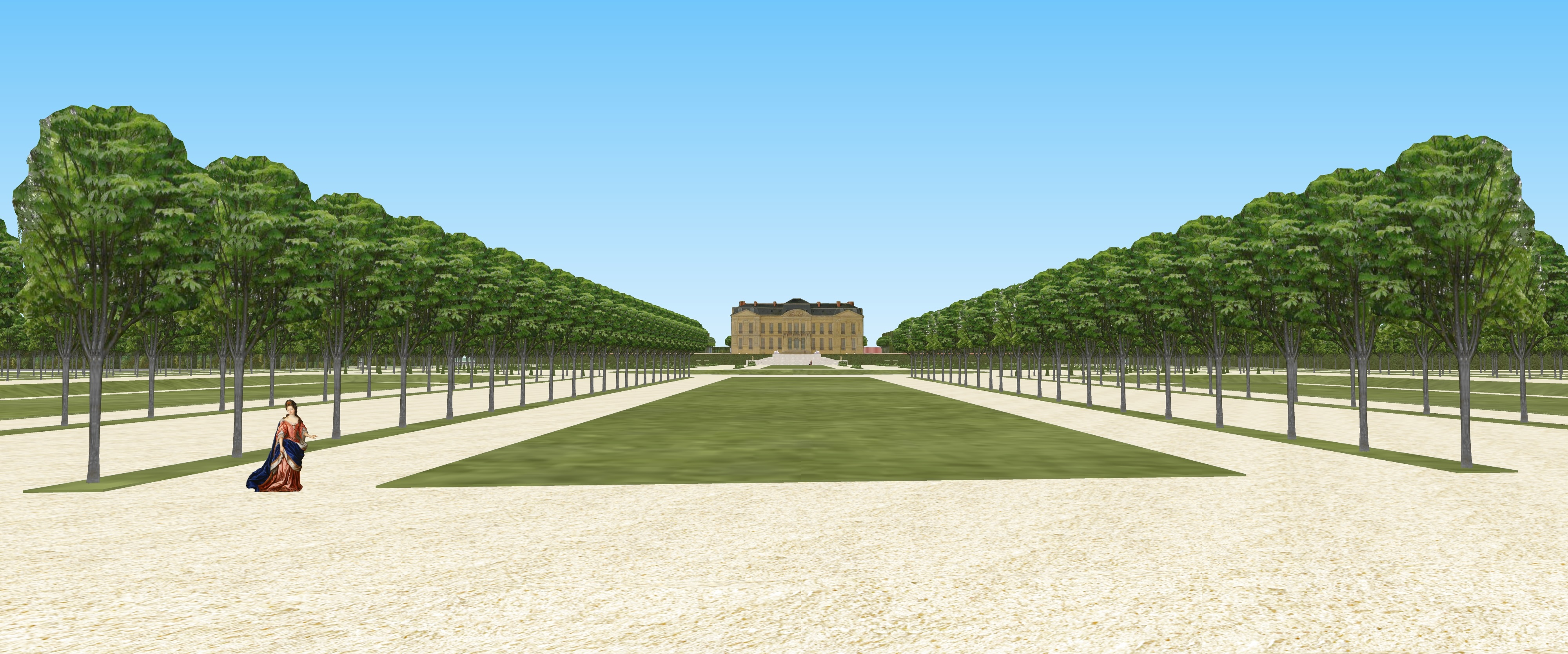
Vue du château de Bercy depuis la terrasse donnant sur la Seine.

#### Les bosquets et autres allées
Le reste du jardin consistait en allées et promenades traditionnelles aux jardins réguliers.

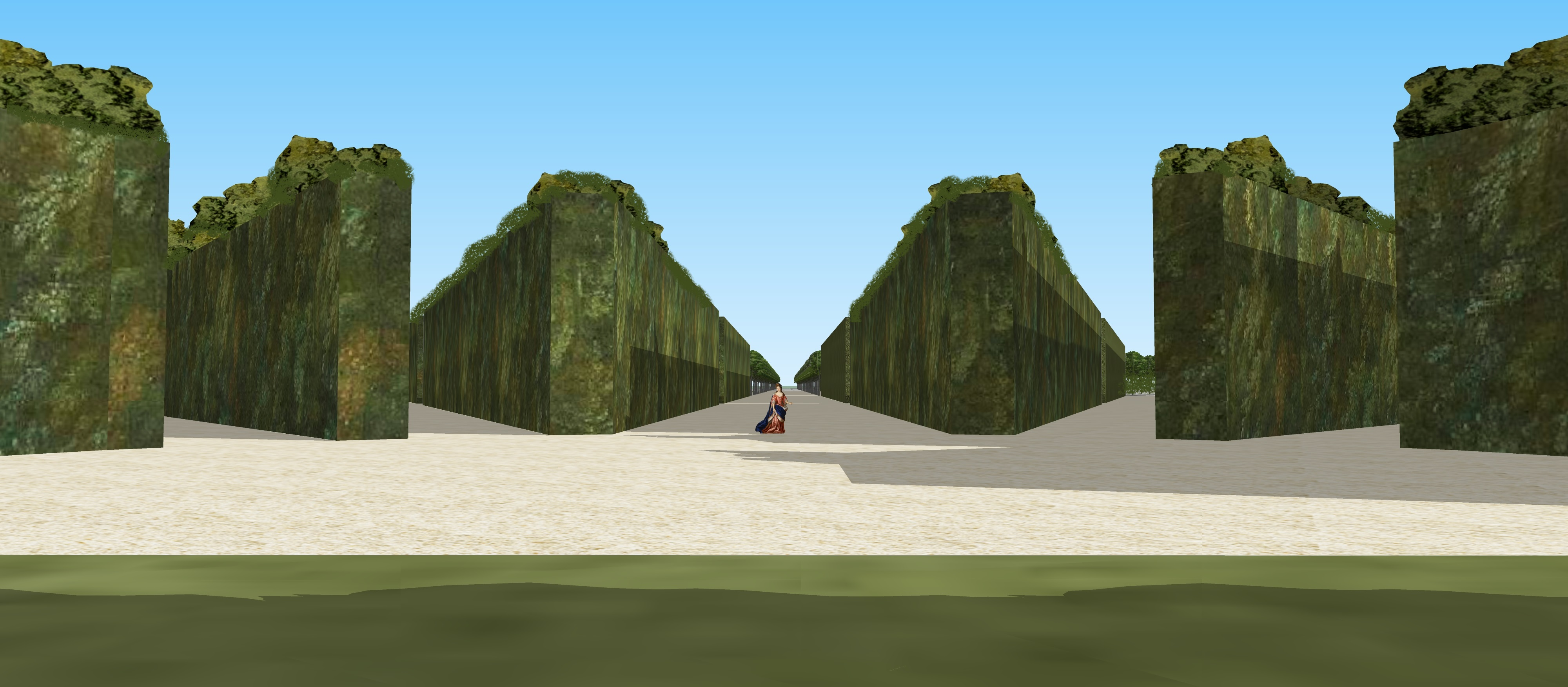
Schéma de la demi étoile des jardins de Bercy, début du XVIIIe siècle.

### D’une famille à l’autre
À la mort de Charles-Henri Malon de Bercy en 1742, le domaine passe à son fils Nicolas-Charles Malon de Bercy (1708-1790) puis directement aux petits-enfants de celui-ci, Charles-Jean-François Malon de Bercy (1779-1809) et Alexandrine-Charlotte-Marie Malon de Bercy (1781-1808), en raison du décès prématuré de leur père en 1781. Par testament de Charles-Jean-Fançois, le marquisat et le château reviennent en 1809 au deuxième des fils qu'Alexandrine-Charlotte-Marie a eus de son mariage avec Christian de Nicolaÿ, Aymard Charles Théodore Gabriel de Nicolaÿ. Gabriel de Nicolaÿ (1808-1878) sera le dernier propriétaire du château.
En 1811, Aymar-François de Nicolaÿ reçoit à Bercy l'empereur Napoléon Ier , dont il est le chambellan. Sous la Restauration, il est maire de Bercy de 1821 à 1830 et habite le château, où il donne des pièces de théâtre avec ses amis.

### Le démantèlement
Au début du XIXe siècle, l'urbanisation des abords de Paris entraine des empiètements progressifs sur le parc du château.
À partir de 1804, des entrepôts de vin, bâtis le long de la Seine à Bercy, amènent un trafic de charrois et l'encombrement des berges en bordure du parc. En 1811, les futaies du parc sont abattues. En 1815, pour la défense de Paris, des redoutes sont établies dans le parc.
Vers 1836 le château est délaissé et le parc est utilisé par les industriels riverains comme dépôt de matériaux.
Le comte Aymar-François de Nicolaÿ meurt en 1839.
En 1841, dix hectares sont expropriés pour la construction  de l'enceinte de Thiers et Gabriel de Nicolaÿ doit batailler jusqu'en 1848 pour en obtenir l'indemnisation, au point de s'opposer encore, cette année-là, au bornage du terrain par le Génie.
La mise en service, en 1843, de la ligne de chemin de fer de Paris à Orléans puis, en 1846, de Paris à Tours met en valeur Bercy comme le premier château remarquable au long du parcours. Cette promotion par le chemin de fer est cependant de courte durée car l'ouverture, qui suit rapidement, de la ligne de Paris à Lyon entraîne l'expropriation, en juin 1847,, de six hectares du parc, sous forme d'une bande de terrain le coupant tout entier, parallèlement à la Seine avec le creusement d'une tranchée pour l'établissement de deux voies ferrées, à quelques dizaines de mètres de la façade sud-ouest du château.
Le château est alors décrit comme « abandonné » et le domaine « livré à une espèce de spéculation seigneuriale qui consiste à louer emphytéotiquement des parcelles de terrain, à la seule condition d'y bâtir des maisons qui, à la fin des baux, restent acquises au possesseur du sol ».
La partie du parc subsistant intra-muros entre l'enceinte, la rue de Charenton, la rue de la Grange aux merciers (emplacement de la Cour Saint-Émilion) et la Seine est acquise en 1852 par la Compagnie de chemin de fer pour y établir la gare de marchandises de la Rapée.
En janvier 1861, peu après le rattachement à Charenton, le 5 novembre 1859, de la partie de l'ancienne commune de Bercy sise à l'extérieur de l'enceinte de Thiers, la Ville de Paris acquiert la plaine de Bercy au nord de la route de Charenton (actuelle rue de Paris), soit 92,7 hectares, pour agrandir le bois de Vincennes.
Quant à la partie du domaine subsistant entre la route de Charenton et la Seine, elle est vendue en juin 1860 pour 10 500 000 F à une société dont Édouard Fournier écrit qu'en faisait partie, entre autres, le duc de Morny et qu'elle aurait soufflé l'affaire au Crédit mobilier des frères Pereire, qui n'avait proposé que 9 500 000 F. Mais Lambeau relève qu'en 1863 la Compagnie anonyme des magasins généraux de Bercy, formée cette année-là pour l'exploitation des terrains achetés (et ultérieurement rebaptisée Compagnie du parc de Bercy), décrit son capital social comme résultant principalement de l'apport de 64 ha de l'ancien parc achetés au dernier marquis de Bercy par un consortium d'acquéreurs de Londres et de Paris dans lequel ne figure pas le duc de Morny. Quoi qu'il en fût, ces acquéreurs n'eurent rien de plus pressé que de faire disparaître le château. Seules subsistèrent, pendant un peu plus d'un an, les ruines du vestibule « seul, isolé, perdu au milieu des décombres, dans la solitude du parc dévasté, comme les colonnes du temple du Soleil sont, depuis vingt siècles, dans l'immense désert de Balbeck ». Cet ultime vestige fut jeté bas à son tour en octobre 1861.

Évolution du parc du château de Bercy
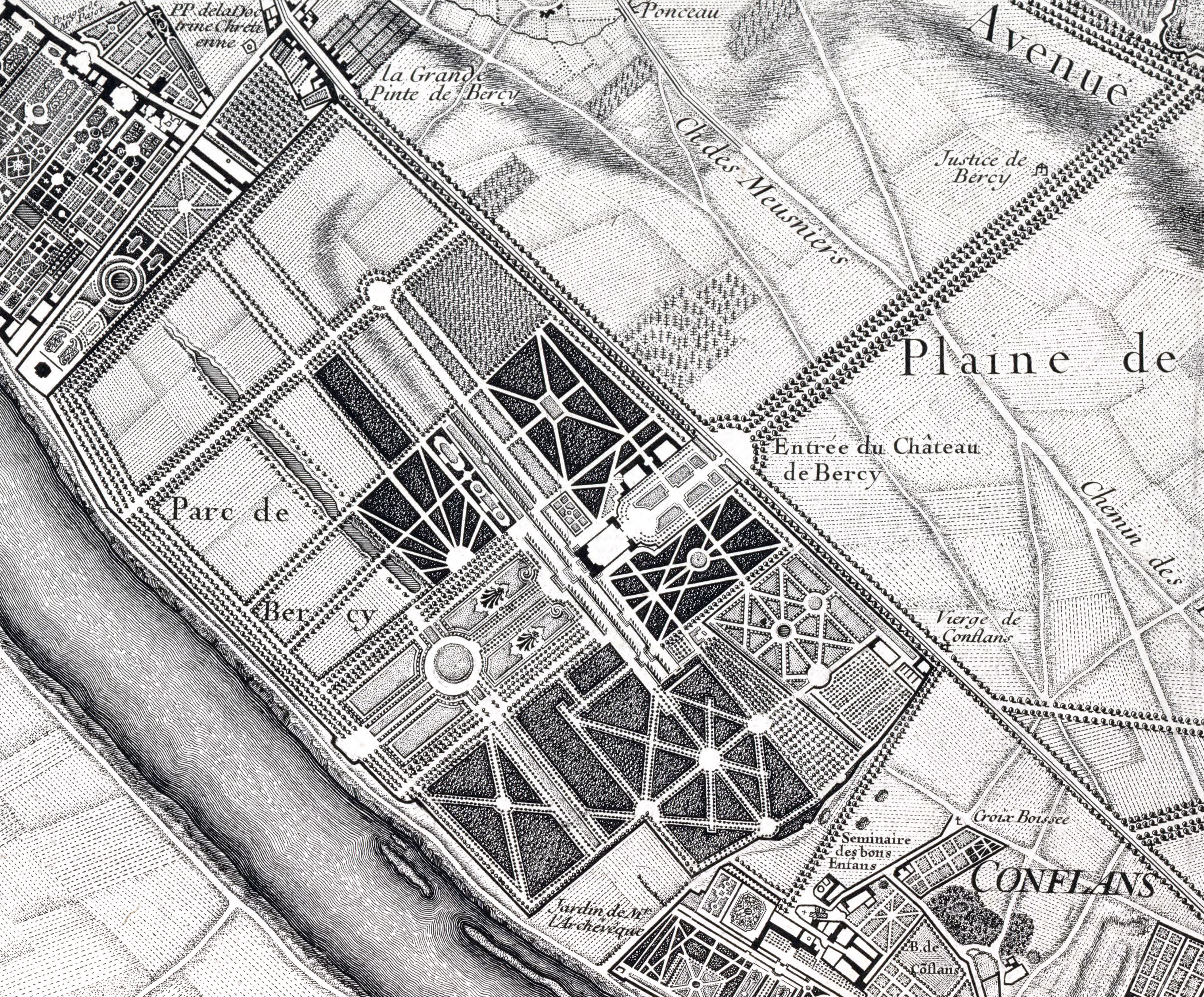
Parc du château de Bercy sur plan Roussel de 1731.
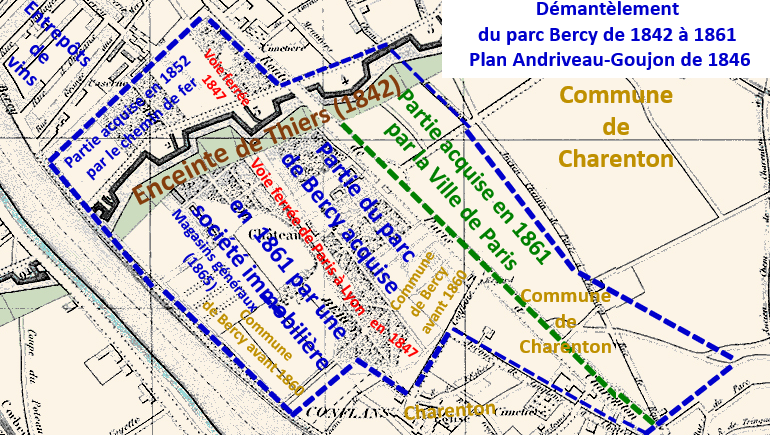
Démantèlement du parc de Bercy de 1842 à 1861 sur plan de 1846.

La Compagnie anonyme des magasins généraux construit les magasins en question après 1864 entre la Seine et la voie ferrée. Les terrains entre la voie ferrée et la rue de Paris sont lotis. Les installations ferroviaires s'étendent à la fin du XIXe siècle sur le territoire de l'ancien parc : gare de marchandises et actuellement technicentre Paris-Sud-Est.

### Dispersion des éléments du domaine
Avant la démolition, Gabriel de Nicolaÿ fait transférer de la chapelle du château au cimetière de Picpus les cercueils de sa sœur Aymardine Louise Georgine Christine de Nicolaÿ, décédée en 1830 à 27 ans, et de son oncle Charles-Jean-Fançois Malon de Bercy, mort en 1809.
Il fait aussi relever à l'aquarelle par l'architecte Joseph-Antoine Froelicher les principaux décors intérieurs de stuc et de boiseries, ainsi que les façades extérieures (archives du château de Brissac). 
62 de ces relevés sont conservés au Département des Arts graphiques du Musée du Louvre et consultables sur son site internet.
En juillet 1860, les éléments du décor intérieur, puis la bibliothèque, sont dispersés aux enchères. Quelques éléments de décor intérieur et de mobilier sont alors regroupés par le marquis de Nicolaÿ au château de Blet (Cher) dont devait hériter au XXe siècle Jacqueline de Contades, marquise de Brissac. C'est ainsi qu'une série de fauteuils de style Louis XV, douze portraits des Nicolaÿ, dont celui de l'évêque de Verdun par Alexandre Roslin, celui du duc du Maine en pied et en cuirasse, par François de Troy (ci-devant encastré dans la boiserie du grand salon), ont intégré les collections du château de Brissac.
Une remarquable console en bois doré avec plateau en marbre, attribuée aux années 1690-1700, est achetée par Napoléon III, puis transférée au Mobilier national et versée en 1901 au Musée du Louvre, où elle est toujours.
Les boiseries du grand cabinet du rez de chaussée furent achetées par le général Lepic pour le compte de l'impératrice Eugénie et ont été remontées à l’hôtel de Hirsch (no 2 rue de l’Élysée). Une console en bois doré, attribuée aux années 1715 et provenant du même cabinet, fut achetée par le Mobilier national et figure aujourd'hui dans les collections du Musée du Louvre.
Les boiseries du grand salon du premier étage sont achetées par le marquis de Hertford et remontées, sans leurs trumeaux, en Grande-Bretagne, au château de Camden Place, dans une aile spécialement construite pour elles, où elle sont toujours aujourd'hui.
Les boiseries de la bibliothèque, achetées par le baron James de Rothschild, auraient été détruites dans un entrepôt.
Les boiseries des autres salons, considérées aussi comme parmi les plus remarquables de la fin du style Louis XIV et des styles Régence et Rocaille ont été remontées dans plusieurs prestigieuses demeures françaises : palais de l’Élysée (no 55 rue du Faubourg-Saint-Honoré à Paris), à l'hôtel de La Rochefoucauld-Doudeauville (aujourd'hui ambassade d'Italie) no 47 rue de Varenne ; no 50 rue des Archives ; au château d'Armainvilliers ; au château de Bizy à Vernon (Eure) ; au château de Craon.
La balustrade de la chapelle du château de Bercy a été remontée à Paris, dans l'église Notre-Dame des Blancs-Manteaux.
Deux fontaines en marbre, à masques en plomb doré, provenant du vestibule de Bercy, sont au château de Ferrières.
Plusieurs statues du parc furent installées dans celui de Bagatelle, à Paris. Vendues vers 1900 par l'héritier de lady Wallace, elles décorèrent le château de Bonnemare et furent finalement cédées à la Ville de Paris pour réintégrer Bagatelle.

#### Le mystère des deux lions

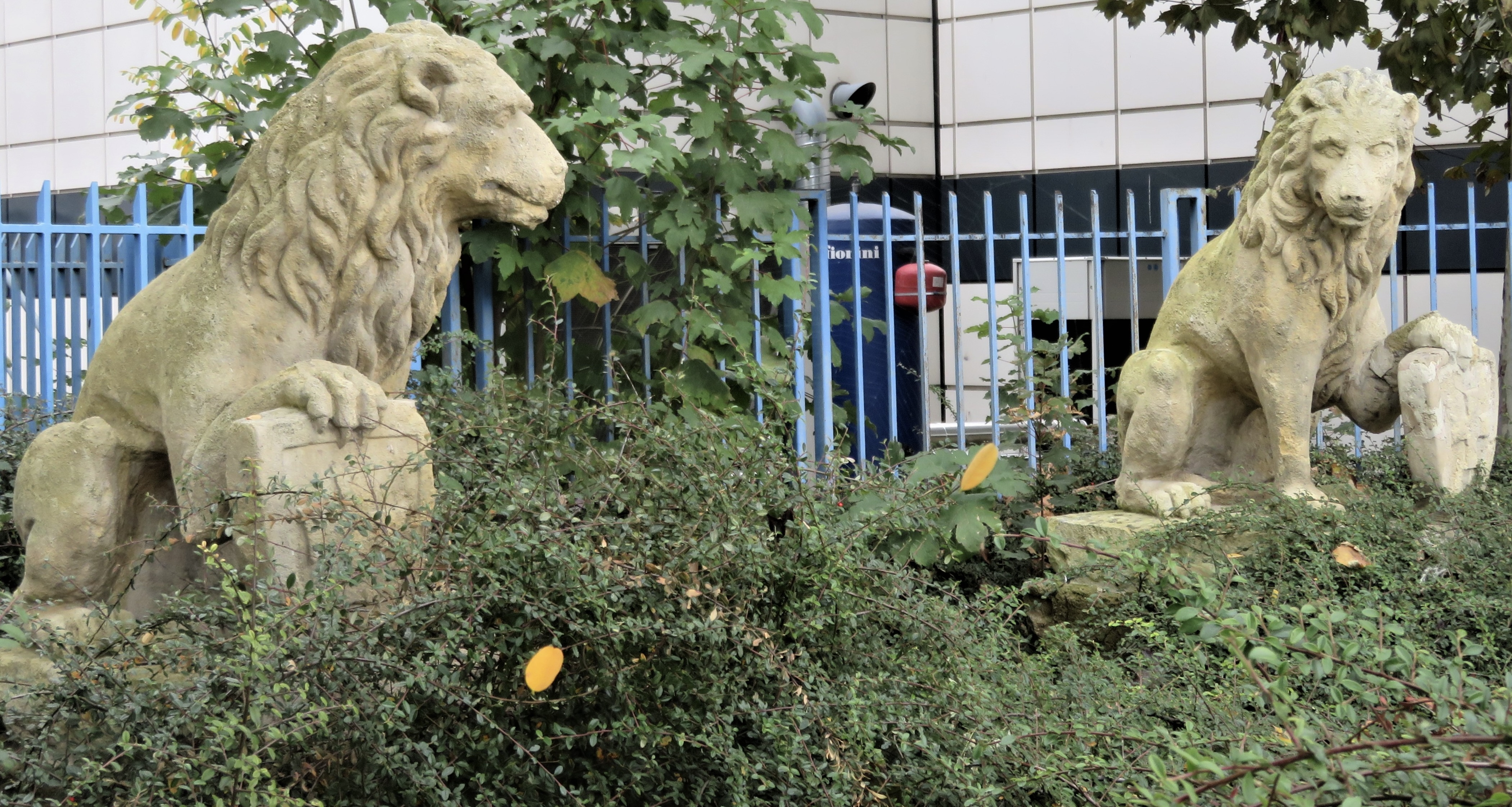
Lions quai de Bercy à Charenton.

Deux statues de lions étaient implantées au bord de la terrasse dominant la Seine, à l'extrémité de la grande allée du parc de Bercy. Les statues de deux lions assis ornent toujours aujourd'hui le quai de Bercy à Charenton mais ces lions ne sont manifestement pas ceux qui figurent sur la vue du château et du parc conservée au château de Brissac et dessinés, par ailleurs, par Froelicher, qui sont des lions combattants,. Cependant, le souvenir qu'avait, en 1874, Alfred Sabatier des deux lions de la terrasse étaient qu'ils y « faisaient mélancoliquement sentinelle », ce qui évoque plus des lions assis que des lions combattants... Dans le doute, le bulletin municipal de Charenton ne présentait, en 1994, les lions actuels que comme un « souvenir de ceux qui ornaient la terrasse surplombant le débarcadère du château de Bercy ». Que ce fussent les anciens ou les modernes, les lions de Bercy servaient clairement de repères pour le trafic fluvial. Ainsi le « dernier lion » ou « lion d'aval » marque-t-il officiellement la limite entre les deux parties du port de garage de Bercy, en 1841. Il reste de cet usage la rue du Port-aux-lions.

### Aujourd'hui
Le corps principal du château de Bercy s'élevait en face du no 16 de l'actuelle rue Marius-Delcher, au bord de la tranchée ouverte en 1847 pour le passage de la ligne de chemin de fer de Paris à Lyon. Les élargissements successifs de la tranchée, d'abord, en 1882, à la suite de la collision ferroviaire de Charenton puis à nouveau en 1904 ont, depuis, emporté la portion de terrain sur laquelle il était assis. Les éléments subsistants, une partie des dépendances, font l'objet d'une protection.
Les façades principales et latérales, ainsi que les couvertures correspondantes du no 114 rue du Petit-Château font l’objet d’une inscription au titre des monuments historiques depuis le 23 octobre 1959.
Les façades et toitures du pavillon de chasse de l'ancien château, sauf l'aile en retour, font l’objet d’un classement au titre des monuments historiques depuis le 3 janvier 1966.

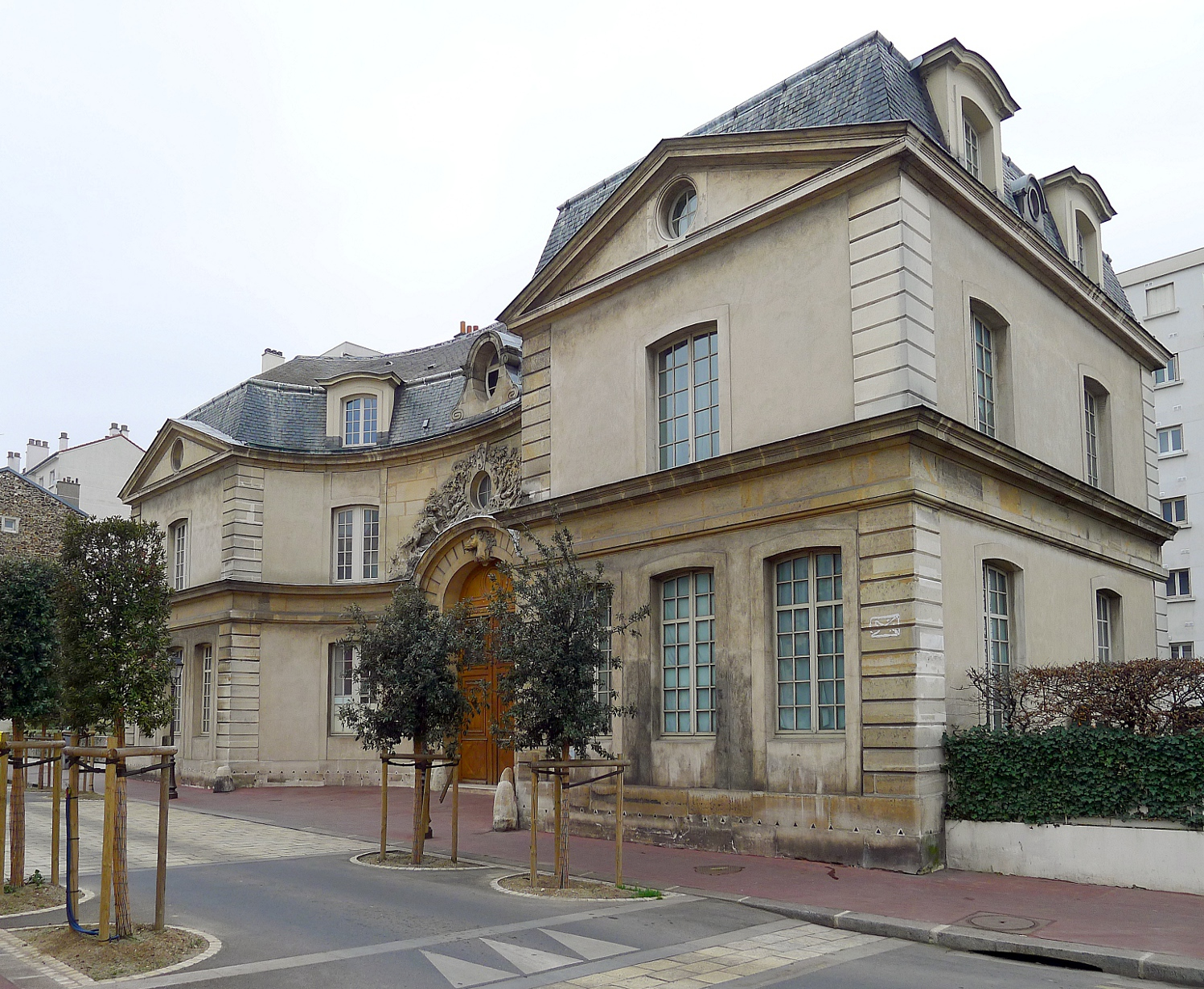
Vue générale du pavillon sud.
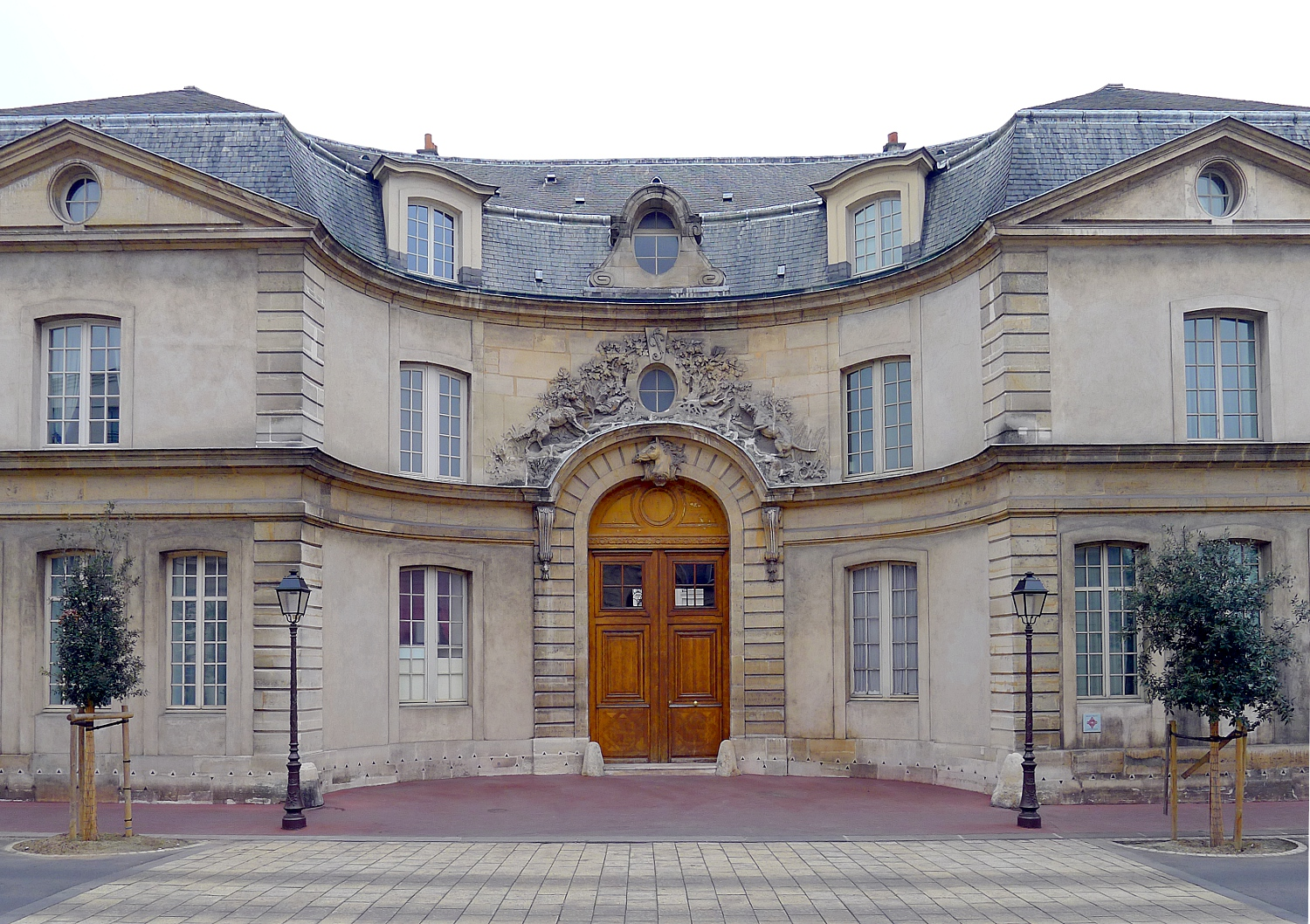
Vue frontale.
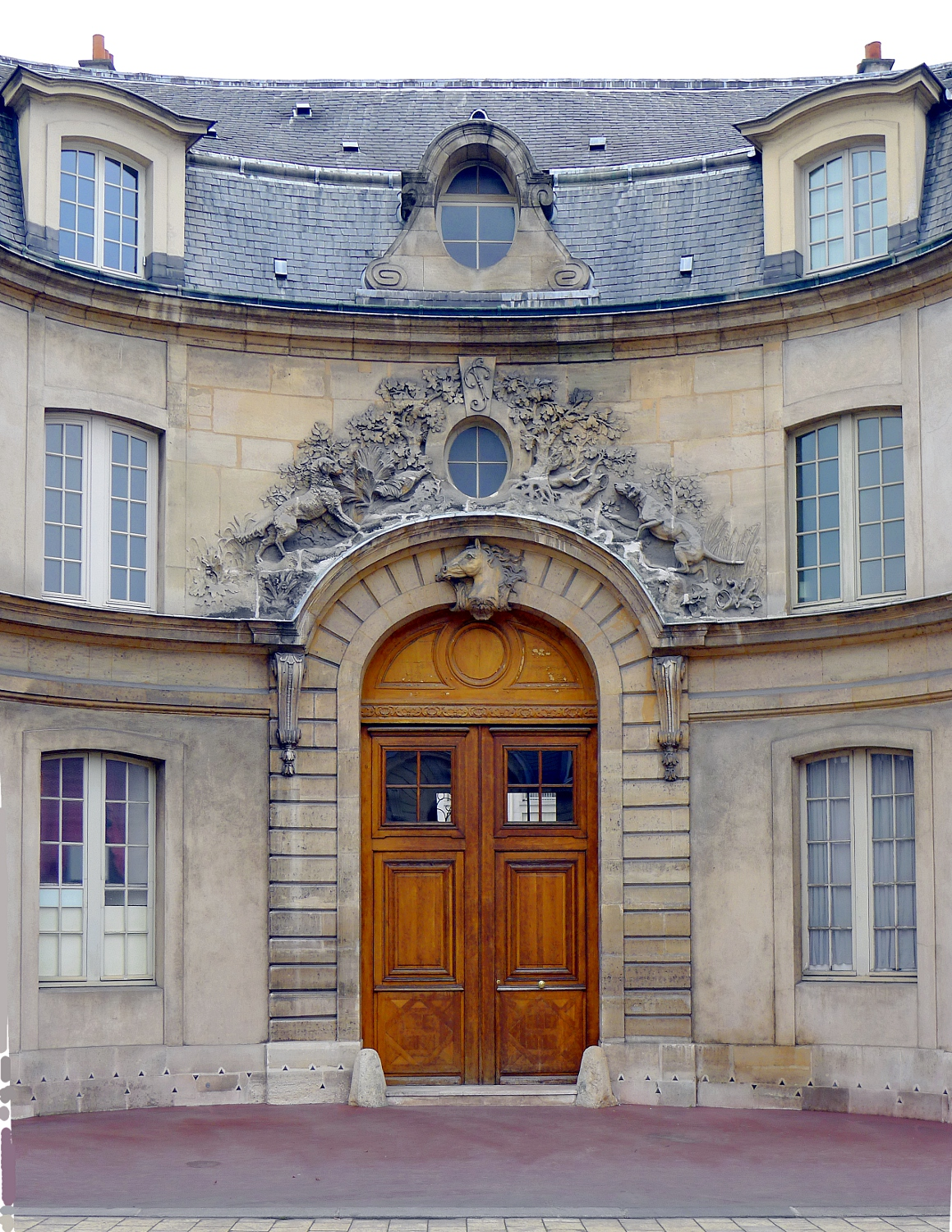
Détail.
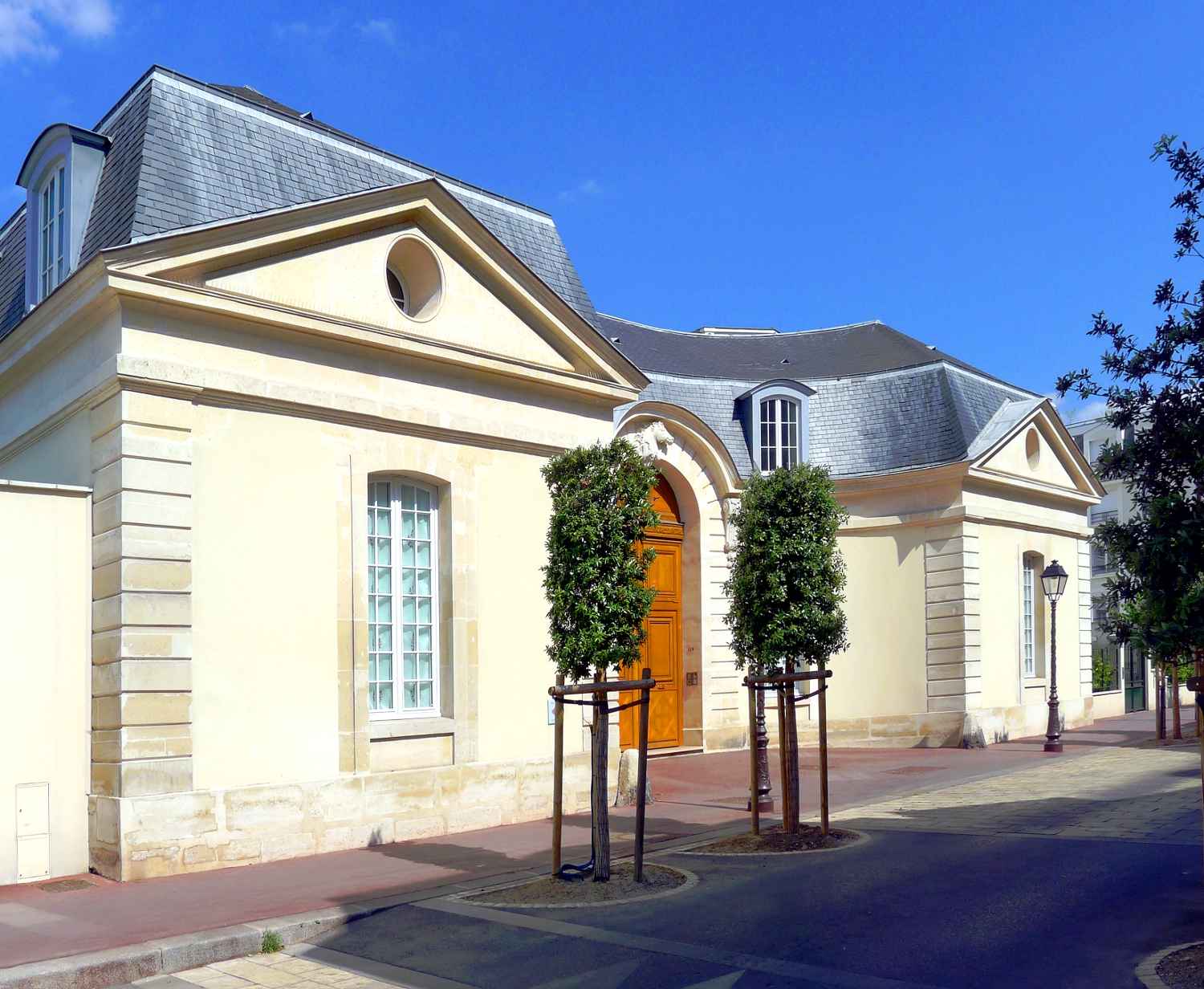
Pavillon nord.

## Pour approfondir